# Diocèse de San Juan Bautista de Calama
Le diocèse de San Juan Bautista de Calama (en latin : Dioecesis Sancti Ioannis Baptistae de Calama ; en espagnol : Diócesis de San Juan Bautista de Calama) est un diocèse de l'Église catholique du Chili suffragant de l'archidiocèse d'Antofagasta.

## Territoire
Il comprend la province d'El Loa ce qui correspond à un territoire d'une superficie de 43 000 km divisé en 11 paroisses. Le siège épiscopal est dans la ville de Calama où se trouve la cathédrale  Saint-Jean-Baptiste (es).

## Histoire
La prélature territoriale de Calama est érigée le 21 juillet 1965 par la constitution apostolique Christianorum fidelium du pape Paul VI en prenant sur le territoire des diocèses d'Antofagasta (aujourd'hui archidiocèse) et d'Iquique.
Nommé suffragant de l'archidiocèse de La Serena lors de sa création, il intègre la province ecclésiastique de l'archidiocèse d'Antofagasta le 28 juin 1967.
Le 20 février 2010, la prélature est élevée au rang de diocèse par la constitution apostolique Quandoquidem non parvo du pape Benoît XVI et reçoit son nom actuel.

## Évêques
- Sede vacante (1965-1968)

- Orozimbo Fuenzalida y Fuenzalida (13 mars 1968 - 26 février 1970), nommé évêque de Santa María de Los Ángeles
  - Sede vacante (1970-1982)
- Juan Bautista Herrada Armijo, O. de M (5 mars 1982 - 30 novembre 1991), nommé évêque auxiliaire d'Antofagasta
- Cristián Contreras Molina, O. de M (11 juin 1992 - 19 juillet 2002), nommé évêque de San Felipe
- Guillermo Patricio Vera Soto (10 avril 2003 - 22 février 2014), nommé évêque d'Iquique
  - Sede vacante (2014-2016)
- Óscar Hernán Blanco Martínez, O.M.D (19 mars 2016 - 13 juillet 2022), nommé évêque de Punta Arenas
- Tomás Abel Carrasco Cortés, depuis le 24 mai 2023